# Un amore di testimone
(Tagline del film)
Un amore di testimone (Made of Honor) è un film del 2008 diretto da Paul Weiland.
Tra i protagonisti Patrick Dempsey e Michelle Monaghan, mentre nella parte del padre di Tom, appare il celebre regista Sydney Pollack, deceduto il 26 maggio del 2008, qui alla sua ultima apparizione come interprete.

## Trama
Cornell University, 1998. Tom è uno studente con la fama di playboy incallito, che conquista le ragazze affermando di avere un autografo autentico di Bono e di essere l'inventore del "collare da caffè". Hannah è una ragazza seria e studiosa, poco avvezza alle feste mondane. La sera della festa di Halloween lui, convinto di trovare un'altra ragazza, si intrufola nella stanza e nel letto di lei che dapprima gli spruzza del profumo in faccia e poi si chiariscono e quindi iniziano a conoscersi. Tom afferma di considerare la sincerità la miglior politica, perciò Hannah rifiuta le sue avances elencandogli i suoi difetti estetici. Nonostante ciò, Tom rimane colpito da tale sincerità, mai ricevuta prima da una ragazza, e nasce così tra loro una profonda amicizia.
Dieci anni dopo, Tom si è arricchito notevolmente grazie al suo collare da caffè e continua il suo percorso di playboy, costellato da ferree regole che non trasgredisce per nessuna, mentre Hannah è un'affermata restauratrice di opere d'arte che non riesce ad avere relazioni serie data l'immaturità dei suoi partner. I due sono l'uno il migliore amico dell'altra e viceversa e sono tra loro molto affiatati, tanto che lei accompagna ripetutamente Tom agli innumerevoli matrimoni del padre. Pian piano, però, da parte di Hannah iniziano ad affiorare verso Tom dei sentimenti che vanno al di là dell'amicizia, seppur lui non se ne accorga.
Quando Hannah si reca per lavoro in Scozia per sei settimane, nella sua assenza, Tom si rende conto della sua mancanza e di amarla, come gli fanno notare anche i suoi amici, ma ormai è tardi visto che Hannah si è fidanzata con un ricco e nobile scozzese con cui è scoccato il colpo di fulmine. Al suo rientro, Hannah presenta il suo nuovo fidanzato Colin all'amico Tom dichiarando inoltre di aver già fissato le nozze. Non solo: la futura sposa gli chiede inoltre di farle da damigella d'onore dato il loro profondo legame e conoscenza reciproca. Dapprima incredulo, alla fine Tom accetta (con il supporto dei suoi amici) con il solo obiettivo di sabotare le nozze dall'interno e far capire ad Hannah quanto egli la ami davvero.
Durante il breve periodo trascorso da Colin in America, Tom cerca di carpirne punti di forza e debolezza per riuscire a comprendere quali strategie adottare, ma rimane via via sempre più a disagio viste le numerose qualità, fisiche e caratteriali, del suo rivale tanto che anche i suoi amici faticano ad aiutarlo. Per di più altre difficoltà gli arrivano da Melissa, sua ex fiamma ed altra damigella di Hannah, la quale fa di tutto pur di screditarlo agli occhi della sposa.
Le nozze si avvicinano sempre più e tutti si recano in Scozia per i preparativi finali, ma Tom non riesce ancora a confessare Hannah i suoi reali sentimenti finché una sera, in un affollatissimo pub, secondo una tradizione scozzese secondo cui la sposa deve "vendere i suoi baci per soldi" a tutti i presenti, Tom le porge un penny e i due si scambiano un lungo bacio appassionato, sotto gli occhi della madre di Hannah che già da tempo aveva intuito qualcosa cercando di spronare la figlia verso il suo migliore amico. Tom e Hannah, dopo quel momento di imbarazzo in cui entrambi hanno capito di amarsi, si rifugiano ognuno nella propria stanza del castello di famiglia di Colin anche se vorrebbero parlare dell'accaduto in quanto hanno capito di amarsi. Nella stanza di Tom, però, irrompe all'improvviso un'ubriaca Melissa che inizia a spogliarsi affermando di volere un'altra occasione con lui: in quel momento entra Hannah e, vedendo la scena e fraintendendo la situazione, si allontana triste e adirata verso la propria stanza. Subito Tom la raggiunge e lei gli intima di andarsene: è qui che finalmente egli trova il coraggio di dichiararle i propri sentimenti ma lei risponde che non gli crede dopo ciò che ha visto, che lo considera immaturo e che probabilmente lui, dopo tutto questo tempo trascorso insieme, ora abbia semplicemente paura di perderla.
La mattina dopo, dunque, Tom decide di ripartire e fare ritorno a casa in America ma a metà strada capisce di dover fare un ultimo tentativo e si avvia a cavallo verso la chiesa in cui si stanno celebrando le nozze. Cadendo violentemente in chiesa dopo una caduta dal cavallo stesso, rimane svenuto per alcuni secondi sotto lo sguardo di tutti i presenti e immediatamente Hannah, non ancora sposatasi, si avvicina per accertarsi delle sue condizioni. Tom si risveglia e, prendendola in giro per il suo look da sposa scozzese, le dice che nella vita è sempre stato sincero con tutti ma mai con se stesso ribadendole il suo amore. Hannah gli risponde che è la peggior damigella d'onore di sempre e i due si baciano ora davanti a tutti, con Colin scioccato e rassegnato che, su consiglio della madre, sferra un poderoso pugno in faccia a Tom.
Tornati in America, i due finalmente si sposano e quella sera, nella loro camera da letto, rivivono scherzosamente il momento in cui dieci anni prima si sono conosciuti trovandosi per errore nello stesso letto.
Il film è uscito nelle sale statunitensi il 2 maggio 2008, mentre in Italia il 12 giugno 2008.

## Accoglienza

### Incassi
In Italia la pellicola ha realizzato, nelle quattro settimane di programmazione, 1.718.457 euro. E negli USA ha guadagnato 46.012.734 di dollari.
Complessivamente ha incassato 106.000.000 di dollari.